# King George VI and Queen Elizabeth Stakes
King George VI and Queen Elizabeth Stakes, är ett galopplöp för 3-åriga och äldre galopphästar, som rids varje år i juli på Royal Ascot i Ascot i England. Löpet har arrangerats sedan 1951, och rids över distansen 2 400 meter. Det är ett Grupp 1-löp, det vill säga ett löp av högsta internationella klass.
2011 blev King George VI and Queen Elizabeth Stakes del av Breeders' Cup. Segraren i loppet blir automatiskt inbjuden till årets upplaga av Breeders' Cup Turf.

## Segrare
| År   | Häst              | Jockey               | Tränare                       | Tid     |
| ---- | ----------------- | -------------------- | ----------------------------- | ------- |
| 2022 | Pyledriver        | P. J. McDonald       | William Muir & Chris Grassick | 2:29.49 |
| 2021 | Adayar            | William Buick        | Charlie Appleby               | 2:26.54 |
| 2020 | Enable            | Frankie Dettori      | John Gosden                   | 2:28.92 |
| 2019 | Enable            | Frankie Dettori      | John Gosden                   | 2:32.42 |
| 2018 | Poet's Word       | James Doyle          | Michael Stoute                | 2:25.84 |
| 2017 | Enable            | Frankie Dettori      | John Gosden                   | 2:36.22 |
| 2016 | Highland Reel     | Ryan Moore           | Aidan O'Brien                 | 2:28.97 |
| 2015 | Postponed         | Andrea Atzeni        | Luca Cumani                   | 2:31.25 |
| 2014 | Taghrooda         | Paul Hanagan         | John Gosden                   | 2:28.13 |
| 2013 | Novellist         | Johnny Murtagh       | Andreas Wohler                | 2:24.60 |
| 2012 | Danedream         | Andrasch Starke      | Peter Schiergen               | 2:31.62 |
| 2011 | Nathaniel         | William Buick        | John Gosden                   | 2:35.07 |
| 2010 | Harbinger         | Olivier Peslier      | Michael Stoute                | 2:26.78 |
| 2009 | Conduit           | Ryan Moore           | Michael Stoute                | 2:28.73 |
| 2008 | Duke of Marmalade | Johnny Murtagh       | Aidan O'Brien                 | 2:27.91 |
| 2007 | Dylan Thomas      | Johnny Murtagh       | Aidan O'Brien                 | 2:31.11 |
| 2006 | Hurricane Run     | Christophe Soumillon | André Fabre                   | 2:30.29 |
| 2005 | Azamour           | Michael Kinane       | John Oxx                      | 2:28.26 |
| 2004 | Doyen             | Frankie Dettori      | Saeed bin Suroor              | 2:33.18 |
| 2003 | Alamshar          | Johnny Murtagh       | John Oxx                      | 2:33.26 |
| 2002 | Golan             | Kieren Fallon        | Michael Stoute                | 2:29.70 |
| 2001 | Galileo           | Michael Kinane       | Aidan O'Brien                 | 2:27.71 |
| 2000 | Montjeu           | Michael Kinane       | John Hammond                  | 2:29.98 |
| 1999 | Daylami           | Frankie Dettori      | Saeed bin Suroor              | 2:29.35 |
| 1998 | Swain             | Frankie Dettori      | Saeed bin Suroor              | 2:29.06 |
| 1997 | Swain             | John Reid            | Saeed bin Suroor              | 2:36.45 |
| 1996 | Pentire           | Michael Hills        | Geoff Wragg                   | 2:28.11 |
| 1995 | Lammtarra         | Frankie Dettori      | Saeed bin Suroor              | 2:31.01 |
| 1994 | King's Theatre    | Michael Kinane       | Henry Cecil                   | 2:28.92 |
| 1993 | Opera House       | Michael Roberts      | Michael Stoute                | 2:33.94 |
| 1992 | St Jovite         | Stephen Craine       | Jim Bolger                    | 2:30.85 |
| 1991 | Generous          | Alan Munro           | Paul Cole                     | 2:28.99 |
| 1990 | Belmez            | Michael Kinane       | Henry Cecil                   | 2:30.76 |
| 1989 | Nashwan           | Willie Carson        | Dick Hern                     | 2:32.27 |
| 1988 | Mtoto             | Michael Roberts      | Alec Stewart                  | 2:37.33 |
| 1987 | Reference Point   | Steve Cauthen        | Henry Cecil                   | 2:34.63 |
| 1986 | Dancing Brave     | Pat Eddery           | Guy Harwood                   | 2:29.49 |
| 1985 | Petoski           | Willie Carson        | Dick Hern                     | 2:27.61 |
| 1984 | Teenoso           | Lester Piggott       | Geoff Wragg                   | 2:27.95 |
| 1983 | Time Charter      | Joe Mercer           | Henry Candy                   | 2:30.79 |
| 1982 | Kalaglow          | Greville Starkey     | Guy Harwood                   | 2:31.88 |
| 1981 | Shergar           | Walter Swinburn      | Michael Stoute                | 2:35.40 |
| 1980 | Ela-Mana-Mou      | Willie Carson        | Dick Hern                     | 2:35.39 |
| 1979 | Troy              | Willie Carson        | Dick Hern                     | 2:33.75 |
| 1978 | Ile de Bourbon    | John Reid            | Fulke Johnson Houghton        | 2:30.53 |
| 1977 | The Minstrel      | Lester Piggott       | Vincent O'Brien               | 2:30.48 |
| 1976 | Pawneese          | Yves Saint-Martin    | Angel Penna, Sr.              | 2:29.36 |
| 1975 | Grundy            | Pat Eddery           | Peter Walwyn                  | 2:26.98 |
| 1974 | Dahlia            | Lester Piggott       | Maurice Zilber                | 2:33.03 |
| 1973 | Dahlia            | Bill Pyers           | Maurice Zilber                | 2:30.43 |
| 1972 | Brigadier Gerard  | Joe Mercer           | Dick Hern                     | 2:32.91 |
| 1971 | Mill Reef         | Geoff Lewis          | Ian Balding                   | 2:32.56 |
| 1970 | Nijinsky          | Lester Piggott       | Vincent O'Brien               | 2:36.16 |
| 1969 | Park Top          | Lester Piggott       | Bernard van Cutsem            | 2:32.46 |
| 1968 | Royal Palace      | Sandy Barclay        | Noel Murless                  | 2:33.22 |
| 1967 | Busted            | George Moore         | Noel Murless                  | 2:33.64 |
| 1966 | Aunt Edith        | Lester Piggott       | Noel Murless                  | 2:35.06 |
| 1965 | Meadow Court      | Lester Piggott       | Paddy Prendergast             | 2:33.27 |
| 1964 | Nasram            | Bill Pyers           | Ernie Fellows                 | 2:33.15 |
| 1963 | Ragusa            | Garnie Bougoure      | Paddy Prendergast             | 2:33.80 |
| 1962 | Match             | Yves Saint-Martin    | François Mathet               | 2:32.02 |
| 1961 | Right Royal       | Roger Poincelet      | Etienne Pollet                | 2:40.34 |
| 1960 | Aggressor         | Jimmy Lindley        | Towser Gosden                 | 2:35.21 |
| 1959 | Alcide            | Harry Carr           | Cecil Boyd-Rochfort           | 2:31.39 |
| 1958 | Ballymoss         | Scobie Breasley      | Vincent O'Brien               | 2:36.33 |
| 1957 | Montaval          | Freddie Palmer       | Georges Bridgland             | 2:41.02 |
| 1956 | Ribot             | Enrico Camici        | Ugo Penco                     | 2:40.24 |
| 1955 | Vimy              | Roger Poincelet      | Alec Head                     | 2:33.76 |
| 1954 | Aureole           | Eph Smith            | Cecil Boyd-Rochfort           | 2:44.00 |
| 1953 | Pinza             | Sir Gordon Richards  | Norman Bertie                 | 2:34.00 |
| 1952 | Tulyar            | Charlie Smirke       | Marcus Marsh                  | 2:33.00 |
| 1951 | Supreme Court     | Charlie Elliott      | Evan Williams                 | 2:29.40 |

1. ↑  2005 års upplaga av löpet reds på Newbury Racecourse.